# イエロー・ムーン
『イエロー・ムーン』（Yellow Moon）は、アメリカ合衆国のR&Bグループ、ネヴィル・ブラザーズが1989年に発表したスタジオ・アルバム。セカンド・アルバム『ファイヨー・オン・ザ・バイユー』（1981年）の発売元A&Mレコードに復帰してリリースされた。

## 背景
ダニエル・ラノワがプロデューサーを務め、レコーディングはラノワがニューオーリンズに設立したスタジオ・オン・ザ・ムーヴで行われた。ラノワが本作のための作業を進めていた当時、ボブ・ディランのアルバム『オー・マーシー』をプロデュースすることが決まり、その流れで本作に参加したミュージシャンの一部が『オー・マーシー』にも参加した。また、4兄弟のうちチャールズを除く3人、それにサポート・メンバーのトニー・ホールとウィリー・グリーンは、ラノワのソロ・アルバム『アカディ』にも参加している。
「シスター・ローザ」は、公民権運動に大きな影響を与えたローザ・パークスについて言及した曲である。シリル・ネヴィルは1989年2月19日付の『オーランド・センティネル』紙に掲載された記事において「僕は自分の子供達が、宿題は忘れるのにラップ・ソングは簡単に覚えてしまうことに気付いた。だからダリル（・ジョンソン）と僕は、アフリカ系アメリカ人の歴史をビートに乗せて、ラップでやってみることにしたんだ」とコメントしている。
1989年当時、ネヴィル・ブラザーズはジョナサン・デミが編纂したハイチ音楽のオムニバス・アルバム『Konbit: Burning Rhythms of Haiti』にゲスト参加しており、同アルバムには本作収録曲「マイ・ブラッド」のクレオール語ヴァージョンも収録された。

## 反響・評価
アメリカのBillboard 200では66位に達し、ネヴィル・ブラザーズのアルバムとしては初の全米トップ100入りを果たした。本作からのシングル「シスター・ローザ」は『ビルボード』のR&B／ヒップホップ・シングル・チャートで75位を記録。
ニュージーランドのアルバム・チャートでは11週連続でトップ50入りし、最高16位を記録。オランダのアルバム・チャートでは合計16週にわたりトップ100入りして、最高46位を記録した。
収録曲「ヒーリング・チャント」は、グラミー賞最優秀ポップ・インストゥルメンタル・パフォーマンス賞を受賞した。

## 収録曲
1. マイ・ブラッド "My Blood" (C. Neville, D. Johnson, G. Neville, C. Moore, W. Green) – 4:12
2. イエロー・ムーン "Yellow Moon" (A. Neville, J. Neville) – 4:04
3. ファイヤー・アンド・ブリムストン "Fire and Brimstone" (Link Wray) – 3:58
4. ア・チェンジ・イズ・ゴナ・カム "A Change Is Gonna Come" (Sam Cooke) – 3:43
5. シスター・ローザ "Sister Rosa" (C. Neville, D. Johnson, C. Moore, C. Neville, Jr. Neville, J. Neville) – 3:35
6. 神が味方 "With God on Our Side" (Bob Dylan) – 6:38
7. ウェイク・アップ "Wake Up" (C. Neville, B. Stoltz, A. Hall, W. Green) – 3:21
8. ヴードゥ "Voodoo" (A. Neville, A. Neville, C. Neville, C. Neville, B. Stoltz, W. Green, D. Johnson) – 4:27
9. ホリス・ブラウンのバラッド "The Ballad of Hollis Brown" (B. Dylan) – 5:47
10. ウィル・ザ・サークル・ビー・アンブロークン "Will the Circle Be Unbroken" (A. P. Carter) – 5:16
11. ヒーリング・チャント "Healing Chant" (C. Neville, C. Neville, W. Green, A. Hall, A. Neville, A. Neville, B. Stoltz) – 4:37
12. ワイルド・インディアンズ "Wild Injuns" (C. Neville, A. Hall, W. Green, A. Neville, B. Stoltz, A. Neville, C. Neville) – 3:19

## 他メディアでの使用例
「イエロー・ムーン」は1989年のアメリカ映画『刑事クイン/妖術師の島』のサウンドトラックで使用され、同作のサウンドトラック・アルバムにも収録された。また、「シスター・ローザ」は1993年のアメリカ映画『フィラデルフィア』のサウンドトラックで使用された。

## 参加ミュージシャン
- アーロン・ネヴィル - ボーカル、キーボード、パーカッション
- アート・ネヴィル - ボーカル、キーボード
- チャールズ・ネヴィル - サクソフォーン、パーカッション、バックグラウンド・ボーカル
- シリル・ネヴィル - ボーカル、ハンド・ドラム、パーカッション
- ウィリー・グリーン - ドラムス、チャイニーズ・ドラム
- トニー・ホール - ベース、パーカッション、バックグラウンド・ボーカル
- ブライアン・ストルツ - ギター、パーカッション、バックグラウンド・ボーカル

ゲスト・ミュージシャン
- ダニエル・ラノワ - ギター、キーボード、バックグラウンド・ボーカル
- マルコム・バーン - ギター、キーボード、バックグラウンド・ボーカル
- ブライアン・イーノ - キーボード、サウンド・エフェクト
- ダーティー・ダズン・ブラス・バンド - ホーン・セクション
- テリー・マニュアル - キーボード(on #5)
- アーシッド・ヒモンズ - キーボード(on #5)
- ケニヤッタ・サイモン - パーカッション(on #1)
- クファル・ムートン - パーカッション(on #1)